# Tri-nations du Pacifique
Le Tri-nations du Pacifique (en anglais, Pacific Tri-Nations) est une compétition de rugby à XV qui met aux prises entre 1982 et 2006 les équipes des Tonga, des Fidji et des Samoa. La compétition est remplacée en 2006 par la Coupe des nations du Pacifique.

## Les participants

Les trois nations.

| Nations                  | Fidji                                         | Samoa                                         | Tonga                                          |
| ------------------------ | --------------------------------------------- | --------------------------------------------- | ---------------------------------------------- |
| Couleurs traditionnelles | Maillot blanc, short noir, chaussettes noires | Maillot bleu, short blanc, chaussettes bleues | Maillot rouge, short blanc, chaussettes rouges |
| Stade actuel             | ANZ Stadium à Suva                            | Apia Park à Apia                              | Teufaiva Sport Stadium à Nukuʻalofa            |
| Emblème                  | Un cocotier                                   | La mer, le palmier et la Croix du Sud         | La colombe de la paix                          |
| Hymne                    | God Bless Fiji                                | The Banner of Freedom                         | Koe Fasi Oe Tui Oe Otu Tonga                   |

## Historique
Créé en 1982, la compétition est considérée au début des années 2000 comme la troisième compétition régulière la plus importante du monde, après le Tournoi des Six Nations et le Tri-nations.
Entre 1993 et 1995, le vainqueur du tournoi participe au Super 10 (actuellement Super 18). En 2005, l'édition permet de déterminer les places qualificatives pour la Coupe du monde 2007.
En 2006, une compétition équivalente est créée pour les femmes.

## Palmarès
| Saison | Vainqueur                                             | Deuxième                                              | Troisième                                             |
| ------ | ----------------------------------------------------- | ----------------------------------------------------- | ----------------------------------------------------- |
| 1982   | Samoa occidentales                                    | Fidji                                                 | Tonga                                                 |
| 1983   | Titre partagé entre les Fidji, les Samoa et les Tonga | Titre partagé entre les Fidji, les Samoa et les Tonga | Titre partagé entre les Fidji, les Samoa et les Tonga |
| 1984   | Titre partagé entre les Fidji, les Samoa et les Tonga | Titre partagé entre les Fidji, les Samoa et les Tonga | Titre partagé entre les Fidji, les Samoa et les Tonga |
| 1985   | Titre partagé entre les Fidji, les Samoa et les Tonga | Titre partagé entre les Fidji, les Samoa et les Tonga | Titre partagé entre les Fidji, les Samoa et les Tonga |
| 1986   | Tonga                                                 | Fidji                                                 | Samoa occidentales                                    |
| 1987   | Fidji                                                 | Samoa occidentales                                    | Tonga                                                 |
| 1988   | Fidji et Samoa occidentales                           | Fidji et Samoa occidentales                           | Tonga                                                 |
| 1989   | Pas de tournoi                                        | Pas de tournoi                                        | Pas de tournoi                                        |
| 1990   | Samoa occidentales                                    | Fidji                                                 | Tonga                                                 |
| 1991   | Samoa occidentales                                    | Fidji                                                 | Tonga                                                 |
| 1992   | Samoa occidentales                                    | Tonga                                                 | Fidji                                                 |
| 1993   | Samoa occidentales                                    | Tonga                                                 | Fidji                                                 |
| 1994   | Titre partagé entre les Fidji, les Samoa et les Tonga | Titre partagé entre les Fidji, les Samoa et les Tonga | Titre partagé entre les Fidji, les Samoa et les Tonga |
| 1995   | Titre partagé entre les Fidji, les Samoa et les Tonga | Titre partagé entre les Fidji, les Samoa et les Tonga | Titre partagé entre les Fidji, les Samoa et les Tonga |
| 1996   | Titre partagé entre les Fidji, les Samoa et les Tonga | Titre partagé entre les Fidji, les Samoa et les Tonga | Titre partagé entre les Fidji, les Samoa et les Tonga |
| 1997   | Samoa occidentales                                    | Fidji                                                 | Tonga                                                 |
| 1998   | Fidji                                                 | Samoa                                                 | Tonga                                                 |
| 1999   | Samoa                                                 | Fidji                                                 | Tonga                                                 |
| 2000   | Samoa                                                 | Tonga                                                 | Fidji                                                 |
| 2001   | Samoa                                                 | Fidji                                                 | Tonga                                                 |
| 2002   | Fidji                                                 | Samoa                                                 | Tonga                                                 |
| 2003   | Pas de tournoi en raison de la Coupe du monde         | Pas de tournoi en raison de la Coupe du monde         | Pas de tournoi en raison de la Coupe du monde         |
| 2004   | Fidji                                                 | Samoa                                                 | Tonga                                                 |
| 2005   | Samoa                                                 | Fidji                                                 | Tonga                                                 |

## Articles contextes
- Fidji-Samoa en rugby à XV
- Fidji-Tonga en rugby à XV
- Samoa-Tonga en rugby à XV